# Де Мартин Топранин, Вирджиния
Виргиния Де Мартин Топранин (итал. Virginia De Martin Topranin; род. 20 августа 1987, Сан-Кандидо, Трентино-Альто-Адидже) — итальянская лыжница, призёрка этапа Кубка мира. Специалистка дистанционных гонок.
В Кубке мира Де Мартин Топранин дебютировала в ноябре 2010 года, в декабре того же года единственный раз попала в тройку лучших на этапе Кубка мира, в эстафете. Кроме этого на сегодняшний момент имеет на своём счету 2 попадания в десятку лучших на этапах Кубка мира, из них 1 в личных соревнованиях и 1 в командных. Лучшим достижением Де Мартин Топранин в общем итоговом зачёте Кубка мира является 48-е место в сезоне 2011/12.
За свою карьеру принимала участие в одном чемпионате мира, на чемпионате мира 2011 года заняла 34-е место в гонке на 10 км классическим стилем и 35-е место в скиатлоне 7,5+7,5 км.
Использует лыжи и ботинки производства фирмы Rossignol.